# David Brenner (Politiker)

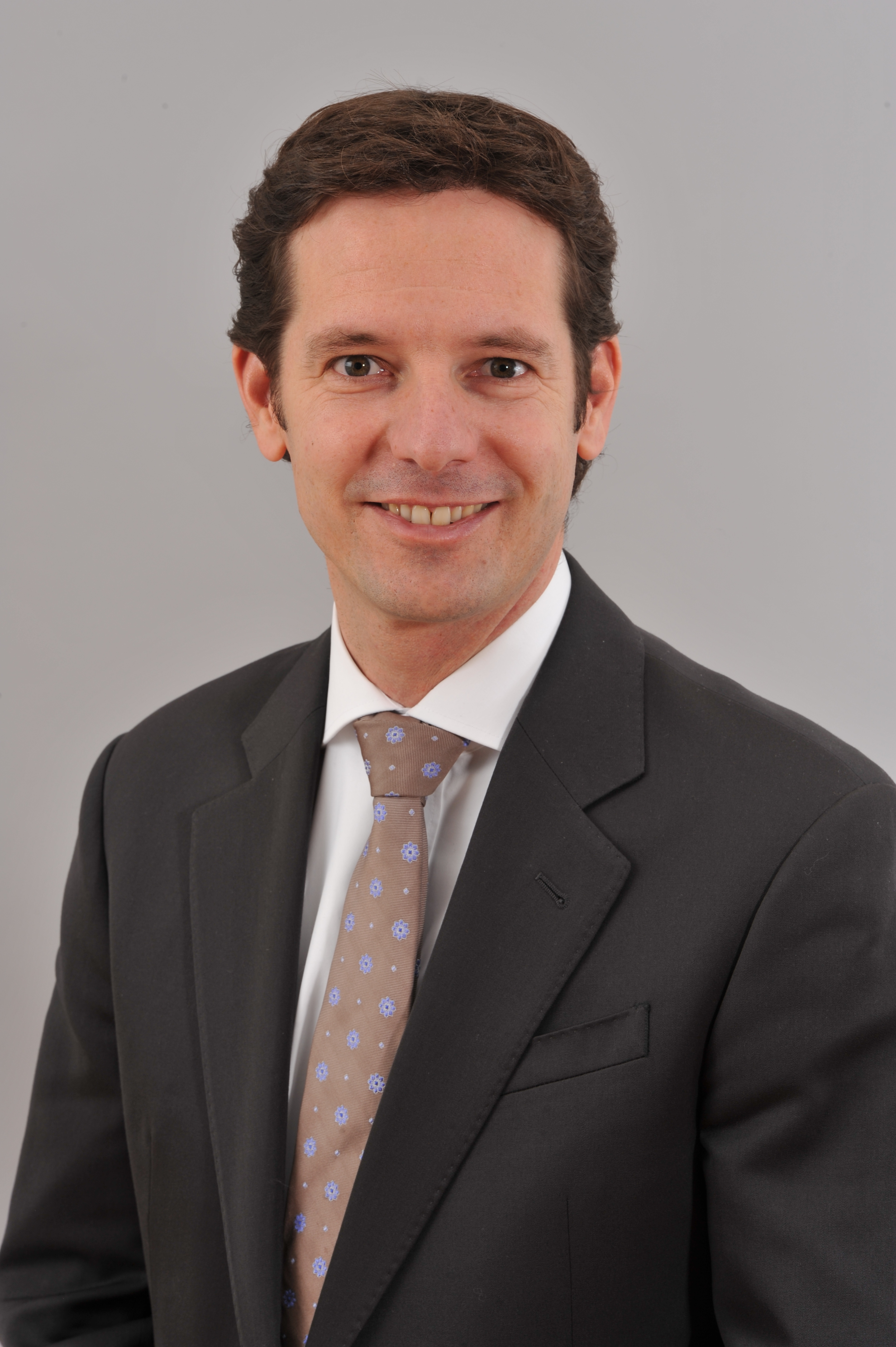
David Brenner, 2012

David Brenner (* 31. März 1971 in Salzburg) ist ein ehemaliger österreichischer Politiker (SPÖ). Er war von 2007 bis 2013 Zweiter Landeshauptmann-Stellvertreter des Landes Salzburg.

## Ausbildung
Nach dem Besuch der Volksschule Parsch und der ersten beiden Klassen am Musischen Gymnasium in Salzburg übersiedelte er mit seinen Eltern nach Linz. Dort maturierte er am Bundesrealgymnasium Linz Fadingerstraße und engagierte sich als Schulsprecher. Nach der Ableistung seines Präsenzdiensts im Fliegerhorst Vogler in Hörsching bei Linz begann er das Studium der Politikwissenschaft, Publizistik und Rechtswissenschaften an der Universität Salzburg. Dieses schloss er im Jänner 2000 mit Auszeichnung ab.

## Politische Laufbahn
Brenner trat 1993 in die SPÖ ein, 1998 wurde er Leiter des Dr.-Karl-Renner-Institutes in Salzburg, zuvor war er in einer Werbeagentur als Etatmanager tätig. Im April 1999 wurde Brenner erstmals als Abgeordneter zum Salzburger Landtag angelobt. Seit April 2004 war er Klubvorsitzender der SPÖ im Salzburger Landtag und dort Finanz-, Kultur- und Bildungssprecher. Seit 2005 war er Stellvertreter von Gabi Burgstaller in der Salzburger SPÖ und Landesbildungsvorsitzender. Am 13. Dezember 2007 wurde er vom Salzburger Landtag zum Landeshauptmann-Stellvertreter sowie zum Landesrat für Finanzen & Liegenschaften, Kultur und Sport gewählt.
Im Zuge des Salzburger Spekulationsskandals, bei dem durch Spekulationen seines Ressorts vermutlich 340 Mio. Euro Steuergelder verloren gingen, gab Brenner am 14. Dezember 2012 seinen Rücktritt bekannt, nachdem er von den anderen Landtagsparteien für seine zögerliche Informationspolitik im Rahmen des Skandals kritisiert worden war. Brenner trat am 23. Jänner 2013 von allen politischen Ämtern zurück.

## Nach der Politik
Seit seinem Abschied aus der Salzburger Landespolitik im Jahr 2013 ist Brenner in der Kronospan-Gruppe tätig, u. a. als Geschäftsführer des sächsischen Unternehmensstandortes Lampertswalde.